# Cnidus bingervillei
Cnidus bingervillei är en insektsart som beskrevs av Synave 1965. Cnidus bingervillei ingår i släktet Cnidus och familjen vedstritar.
Artens utbredningsområde är Elfenbenskusten. Inga underarter finns listade i Catalogue of Life.